# Блумингтон (фильм)
«Блу́мингтон» (англ. Bloomington) — американская мелодрама 2010 года режиссёра Фернанды Кардосо.

## Сюжет
Джеки — звезда научно-фантастического телевизионного сериала «Neptune 26». Всё её детство прошло на съёмочной площадке. После закрытия сериала она уезжает из Калифорнии на Средний Запад и поступает в колледж. Там она знакомится с преподавательницей Кэтрин Старк, с которой у неё начинается роман. Отношения влюблённых подвергаются серьёзному испытанию, когда Джеки приглашают на съёмки полнометражного фильма по мотивам сериала. Джеки не предполагала возвращаться в кино, но начинает сомневаться. После утверждения на роль она вновь в центре внимания прессы, ей предстоит переезд. Кэтрин оказывается в стороне, и это наносит удар по её чувствам.

## В ролях
| В ролях              |  | Персонаж     |
| -------------------- |  | ------------ |
| Эллисон Макэйти      |  | Кэтрин Старк |
| Сара Стоффер         |  | Джеки Кирк   |
| Кэтрин Энн МакГрегор |  | Лилиан       |
| Эрика Хайдивальд     |  | Сэнди        |
| Челси Роджерс        |  | Рейчел       |

## Награды
Фильм получил следующие награды:
| Награды                                    | Награды | Награды | Награды              | Награды      |
| ------------------------------------------ | ------- | ------- | -------------------- | ------------ |
| Фестиваль / Премия                         | Год     | Награда | Категория            | Победитель   |
| North Carolina Gay & Lesbian Film Festival | 2010    |         | Best Women’s Feature | «Блумингтон» |
| Indianapolis LGBT Film Festival            | 2010    |         | Best Director        | «Блумингтон» |